# 是正勧告
是正勧告（ぜせいかんこく）は、労働基準監督署による調査（臨検監督）の結果、労働基準法などへの違反が確認された際に、労働基準監督署がその違反事項に対して是正を勧告すること。
是正勧告を受けた企業には是正勧告書が交付される。是正勧告書には是正期日の期限が記載されている。法令違反にはあたらないが改善すべき事項がある場合には、指導票が交付される。是正勧告書が交付された場合、是正期日の期限までに是正報告書を所轄労働基準監督署長に提出し、是正に関する報告をしなければならない。
是正勧告は行政指導であり、これを無視ないしは放置したとしても、それに対して刑罰を問うことはできない。ただし、是正勧告の対象は法令違反であるから、勧告に対して何も対応を取らなかった場合、その法令違反に対して司法処分を受ける可能性はある。また、悪質と判断され司法処分を受けることもある。
2012年には、実際に臨検監督を受けた企業のうち、およそ7割で労働基準法への違反が見つかっている。